# Lothar Quinte
 (juin 2021).
La mise en forme du texte ne suit pas les recommandations de Wikipédia : il faut le « wikifier ».
Les points d'amélioration suivants sont les cas les plus fréquents. Le détail des points à revoir est peut-être précisé sur la page de discussion.
- Les titres sont pré-formatés par le logiciel. Ils ne sont ni en capitales, ni en gras.
- Le texte ne doit pas être écrit en capitales (les noms de famille non plus), ni en gras, ni en italique, ni en « petit »…
- Le gras n'est utilisé que pour surligner le titre de l'article dans l'introduction, une seule fois.
- L'italique est rarement utilisé : mots en langue étrangère, titres d'œuvres, noms de bateaux, etc.
- Les citations ne sont pas en italique mais en corps de texte normal. Elles sont entourées par des guillemets français : « et ».
- Les listes à puces sont à éviter, des paragraphes rédigés étant largement préférés. Les tableaux sont à réserver à la présentation de données structurées (résultats, etc.).
- Les appels de note de bas de page (petits chiffres en exposant, introduits par l'outil «  Source ») sont à placer entre la fin de phrase et le point final[comme ça].
- Les liens internes (vers d'autres articles de Wikipédia) sont à choisir avec parcimonie. Créez des liens vers des articles approfondissant le sujet. Les termes génériques sans rapport avec le sujet sont à éviter, ainsi que les répétitions de liens vers un même terme.
- Les liens externes sont à placer uniquement dans une section « Liens externes », à la fin de l'article. Ces liens sont à choisir avec parcimonie suivant les règles définies. Si un lien sert de source à l'article, son insertion dans le texte est à faire par les notes de bas de page.
- La présentation des références doit suivre les conventions bibliographiques. Il est recommandé d'utiliser les modèles {{Ouvrage}}, {{Chapitre}}, {{Article}}, {{Lien web}} et/ou {{Bibliographie}}. Le mode d'édition visuel peut mettre en forme automatiquement les références.
- Insérer une infobox (cadre d'informations à droite) n'est pas obligatoire pour parachever la mise en page.

Pour une aide détaillée, merci de consulter Aide:Wikification.
Si vous pensez que ces points ont été résolus, vous pouvez retirer ce bandeau et améliorer la mise en forme d'un autre article.
 (juin 2021).
Si vous disposez d'ouvrages ou d'articles de référence ou si vous connaissez des sites web de qualité traitant du thème abordé ici, merci de compléter l'article en donnant les références utiles à sa vérifiabilité et en les liant à la section « Notes et références ».
 (juin 2021).
Sa qualité peut être largement améliorée en utilisant un vocabulaire plus directement compréhensible.
 (juin 2021).
Pour les articles homonymes, voir Quinte.
Lothar Quinte, né le 13 avril 1923 à Niesse et mort le 29 juillet 2000 à Wintzenbach, est un des artistes d'art allemand d'après-guerre.

## Biographie
Lothar Quinte a effectué un apprentissage de peintre à Leipzig de 1937 à 1941. À partir de 1941, il fait son service militaire en tant que volontaire dans une unité de parachutistes, en 1945 il est brièvement fait prisonnier par les Britanniques. Il a ensuite fréquenté l’école d’art Kloster Bernsteinschule de 1946 à 1951, d'abord sous la direction de Hans Ludwig Pfeiffer, puis sous HAP Grieshaber. À partir de 1946, il a été directeur du Bernsteiner Puppenbühne et membre de l'Association des artistes visuels du Wurtemberg. En 1948, il épouse Herta Schmidhuber. Les enfants Caren (1950), Miriam (1952) et Thomas (1954) sont nés.
En 1954, il montra son jeu d’ombres (kaléidescope) lors de la rencontre internationale du film à Bad Ems, avec Heinz Schanz et Kurt Frank. En 1956, il s'installe à Pfullingen. La fenêtre de l'église Saint-Boniface de Metzingen et la peinture murale de la Planie-Lichtspiele de Reutlingen ont été réalisées. En 1957, Quinte devint membre de l'Association allemande des artistes et créa des vitraux pour l'église de Groß Schönach et l'église Saint-Augustin à Esslingen-Zollberg.
En 1959/60, le jeune artiste devient pendant un an le conférencier invité de l'école d'art Krefeld. En tant que professeur non conventionnel - on l'appelait le "brochet dans l'étang à carpes" - il aurait été très populaire. Il y avait un début de prospérité et un certain ordre dans sa vie quotidienne. En 1960, la peinture est également disciplinée. Dans les Schleierbilder, qui devaient l'accompagner sous une forme modifiée tout au long de sa vie, les formes auparavant obliques étaient alignées strictement verticalement.
Le lien entre Lothar Quintes et l'étudiant de Grieshaber et plus tard galeriste Helgard Rottloff existait depuis 1958. Elle a reconnu très tôt la qualité et la créativité de l'artiste, le fait connaître dans des expositions à partir de 1961 et s'occupe de l'impression des sériegraphies. En 1962, Lothar Quinte et Helgard Rottloff se sont mariés. Les temps n'étaient pas faciles pour Quinte à l'époque, comme c'est souvent le cas des jeunes artistes qui vivent exclusivement de leur art. Une lettre à Helgard Rottloff disait: «Je suis fauché, je ne sais pas comment continuer». Cela a vite changé lorsque la vente de graphiques et les grands marchés publics ont considérablement amélioré sa situation financière. Sous l'influence de l'ère pop et de la peinture Hardedge, ses œuvres sont devenues plus concrètes et plus constructives.
Il en est venu aux œuvres Fächerbilder et Schlitzbilder. Ils contiennent généralement une zone de compression distinctive avec une gradation fine prismatique ou chromatique qui semble vibrer. Des sériegraphies sont arrivés jusqu' au Japon et aux États-Unis, où des oeuvres de Lothar Quinte sont encore visibles aujourd'hui dans le hall de l'aéroport John F. Kennedy. La popularité de l'artiste a culminé dès les années 1960 Entre 1961 et 1963, il effectue divers voyages avec le peintre Markus Prachensky et le galeriste Müller de Stuttgart. En 1964, il réalise la fenêtre ouest en trois parties de la cathédrale de Lübeck, à la même époque, il crée la fenêtre principale d'environ 500 m²  de Sainte Marie Reine du Saint-Rosaire à Ditzingen. Sa fille Katharina est née.
En 1965, il a conçu la peinture murale pour le Théâtre de la ville de Bonn. La même année, son fils Alexandre est né. Pour la Vicelinkirche de Hambourg-Sasel, il crée des vitraux en 1968 et une tapisserie frontale en 1975. En 1969, il dessine le rideau de fer pour le théâtre de Marburg, Quinte s'installe à Wintzenbach/Alsace, où il fonde un studio. En 1974, il crée la série de tapisseries Corona de 11 × 11 m et le rideau de fer pour le Badisches Staatstheater Karlsruhe. En 1975, il connaît une crise artistique et entreprend un voyage de six mois à travers le monde, en se concentrant sur l'Inde et l'Égypte, avant de créer un studio d'hiver annuel à Goa, en Inde, à partir de 1980. En 1977, sur la base de sa conception, un mur arc-en-ciel a été créé dans la salle spectrale du planétarium de Stuttgart. En 1984, la vidéo 40 ans de peinture sur Lothar Quinte de Mirjam Quinte a été publiée dans l'atelier des médias à Fribourg. En 1987, il épouse la peintre et performeuse Sibylle Wagner. En 1990, sa fille Norina est née.
En 1994, Rudi Bergmann réalise un téléfilm sur Lothar Quinte. En 2000, sa dernière œuvre, il réalise les vitraux de la chapelle de Champenay (Alsace). Lothar Quinte est décédé le 29 juillet 2000 à Wintzenbach / Alsace. En 2002, la maire Bernadine Marbach a inauguré la "Place Lothar Quinte". Il arrive rarement qu'une place de village porte le nom d'un artiste qui a apporté une contribution importante à l'art non figuratif. Wintzenbach en Alsace est une exception notable: le dimanche 30 septembre, la place a été ouverte au public. De nombreuses personnalités ont été invitées. Parmi les personnes présentes figuraient les conseillers généraux Grandadam et Stolz, Gerlinde Hemmerle, Jutta Limbach de la Cour constitutionnelle, le professeur Peter Idem du département de la culture et Bernard Weigel en tant que président du Cercle d’histoire et d’archéologie d’Alsace du Nord.

## Prix et récompenses
- 1953 : Prix d'art de la jeunesse
- 1956 : Prix d'art "Junger Westen (de)"
- 1965 : 2e prix "Burda-Preis" (de) pour la peinture
- 1993 : Prix de la culture Silésie de l'État de Basse-Saxe
- 1995 : Professor h. c. du Land Bade-Wurtemberg
- 1997 : Prix Lovis-Corinth

## Catalogue raisonné
1. OPUS I : Catalogue des peintures 1950-2000 Edité par Dr. Gert Reising et le professeur Peter Iden, Maison d'édition Chorus
2. OPUS II : Catalogue des peintures 1950-2000 Edité par Dr. Gert Reising et le professeur Peter Iden, Maison d'édition Chorus
3. OPUS III : Catalogue de l'art dans l'espace public 1950–2000 Edité par Gert Reising & Wolfgang Wiethaup, Maison d'édition Chorus